# ArcelorMittal Zenica

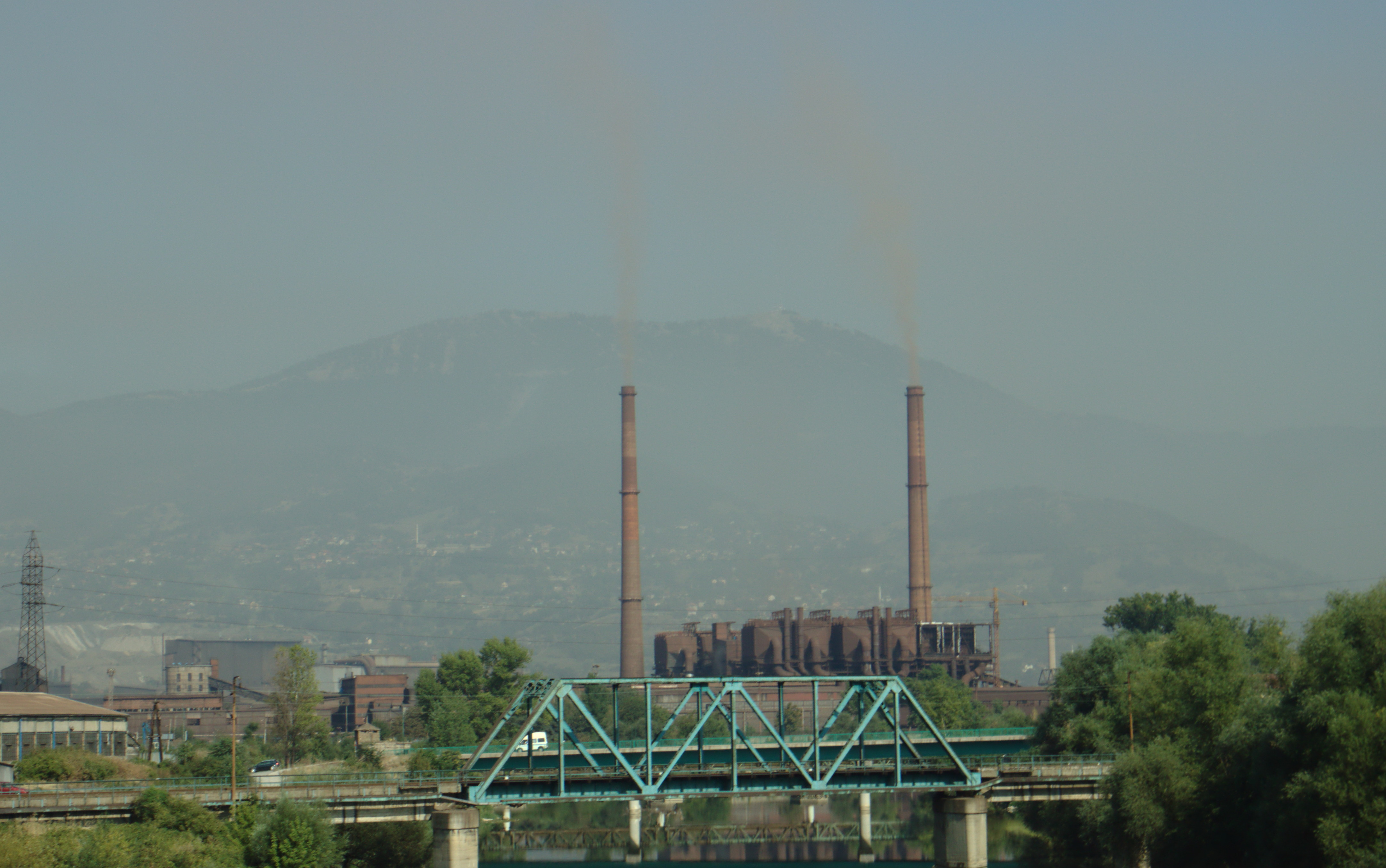
Вид на частину комбінату.

44°13′10.5″ пн. ш. 17°54′12.7″ сх. д. / 44.219583° пн. ш. 17.903528° сх. д.
ArcelorMittal Zenica (АрселорМіттал Зениця) — металургійний комбінат у Боснії і Герцеговині, в місті Зениця. Заснований як металургійний завод 1892 року. Як комбінат існує з 1968 року. У другій половині 20 століття був найбільшим металургійним комбінатом Югославії, виплавлявши близько 1/2 чавуну і сталі (1 млн. т) та виробляє 1/3 прокату. З 2006 року належить компанії ArcelorMittal.

## Історія
Завод у Зениці на місці сучасного комбінату було відкрито 1892 року. Після Другої світової війни був реконструйований і розширений. Був перетворений на комбінат 1968 року після об'єднання з двома іншими металургійними заводами, рудниками і заводами з обробки металів. У реконструкції і модернізації комбінату брав участь СРСР, що надавав йому технічну документацію і обладнання. 1971 року на комбінаті працювало 24 тис. чоловік. У 1970-х роках коксохімічний завод комбінату виробляв 84% коксу, випаленого в Югославії, близько 50% сталі (1 млн. т) і близько 30% прокату.
1992 року, під час війни в Югославії, комбінат тимчасово припинив роботу, яку лише частково відновив у 1993 році.
У 1990-х роках було розроблено заходи з демонтажу старого обладнання і модернізації виробництва. 2000 року було виплавлено лише 76 651 т сталі, з яких 53118 т — у мартенівській печі і 23533 т у електросталеплавильній печі. 2003 року на комбінаті було виплавлено близько 1 млн. т сталі. Наприкінці 2004 року було припинено експлуатацію мартенівських печей.
2004 року перейшов у власність компанії ArcelorMittal і отримав назву «ArcelorMittal Zenica». У період з 2004 по 2014 рік комбінат отримав понад 154 млн. євро інвестицій на модернізацію виробництва, з яких понад 39 млн. євро, за даними компанії « ArcelorMittal», було інвестовано у поліпшення екологічних показників заводу.
2006 року було вироблено 480035 т електросталі. 2008 року після реконструкції було введено в дію доменну піч.

## Сучасність
У структуру комбінату «ArcelorMittal Zenica» входять металургійний завод, аглофабрика, коксохімічний завод. Залізна руда на аглофабрику надходить з кар'єрів компанії «ArcelorMittal Prijedor» («АрселорМіттал Прієдор»), що розробляються коло міста Прієдор. На заводі працює 1 доменна піч об'ємом 2000 м³, [джерело?] сталеливарний цех з киснево-конверторним виробництвом сталі, установка безперервного розливання сталі. У прокатних цехах виробляють арматурну сталь та катанку. Працює також цех з виробництва сталевої сітки.
Комбінат виробляє гарячекатаний прокат головним чином на балканський, європейський та північноафриканський ринки.
На комбінаті працюють понад 2400 осіб (2014 рік). Разом з підрядними організаціями і іншими партнерськими фірмами комбінат забезпечує роботою приблизно 10000 осіб як у самій Зениці так і у Боснії і Герцеговині в цілому.